# Amphelictus melas
Amphelictus melas là một loài bọ cánh cứng trong họ Cerambycidae.